# HD 195330
HD 195330，又名BD-15 5696，SAO 163645、HR 7837，是一颗恒星，视星等为6.12，位于銀經29.94，銀緯-28.71，其B1900.0坐标为赤經20h 25m 28.2s，赤緯-15° -28.71′ 26″。